# Anaconda (software)
Anaconda is de installer voor Red Hat, Oracle Linux, Scientific Linux, CentOS en Fedora, Rocky Linux, AlmaLinux, MIRACLE LINUX, Qubes OS, Sabayon Linux. BLAG Linux en GNU. Anaconda is beschikbaar als vrije software onder de voorwaarden van de GNU General Public License (GPL).
Anaconda's zijn hagedis-etende slangen (vergelijkbaar met pythons), en het Caldera installatieprogramma heette "Lizard" (Nederlands: "Hagedis"), vandaar de naam.

## Functies
Anaconda heeft een tekstmodus en een GUI-modus zodat gebruikers op een brede waaier van systemen kunnen installeren. Het is ontworpen om gemakkelijk porteerbaar te zijn en het ondersteunt een breed scala aan hardware-platformen (IA-32, Itanium, DEC Alpha, IBM ESA/390, PowerPC). Het ondersteunt ook het installeren vanaf lokale opslagapparaten zoals cd-romschijven en harde schijven, alsook van netwerkbronnen via FTP, HTTP, of NFS. Installaties kunnen worden geautomatiseerd met het gebruik van een kickstart-bestand, dat de installatie automatisch configureert, zodat gebruikers het met minimale begeleiding kunnen uitvoeren.
Beginnend met Fedora 18 is de Anaconda Installer herschreven vanaf nul. Het doel is een meer "modern ogende" installatieprogramma aan te bieden met eenvoudigere opties, zodat een nieuwere gebruiker kan achterhalen wat te doen. Het heeft zowel goede als slechte kritiek ontvangen in de gemeenschap. Als je geavanceerde opties nodig hebt, dan moet je Fedora 17 downloaden van de historische archieven en dan upgraden naar 18 met behulp van de nieuwe tool genaamd Fedup.

## Technologie
Anaconda isvoornamelijk geschreven in Python met enkele modules geschreven in C. Het heeft een grafische frontend die is gebaseerd op GTK+ 3/PyGObject en ontworpen met de Glade Interface Designer. Anaconda heeft ook een aangepaste tekst-frontend met ondersteuning voor computers met terminals op regelbasis, zoals die voor IBM mainframes.

## Ports
- Asianux
- Foresight Linux
- Sabayon Linux
- VidaLinux